# Dimitris Papadimos
Dimitris Papadimos (1. května 1918 Káhira – 3. května 1994) byl řecký fotograf.

## Život a dílo
Narodil se 1. května 1918 v Káhiře v době rozkvětu tamější řecké komunity. Již ve svém mládí experimentoval s fotografií a toužil se zabývat kinematografií. Systematicky se začal věnovat fotografii během své služby vojenského fotografa na Blízkém východě. Svým fotoaparátem zachytil konec války a tragédii Řecké občanské války. Později Papademos začal kombinovat své dvě vášně: cestování a fotografování. Během plodného desetiletí (1946–1956) cestoval do Egypta, Středomoří a po Blízkém východě a dokumentoval lidi a jejich práci – s hlubokým lidským pohledem. Z jeho díla a díky jeho spolupráci především s britskými spisovateli a zpravodaji byly ilustrovány cestopisy. Zároveň pracoval profesionálně ve filmu jako asistent produkce a fotograf.
V roce 1956 se přestěhoval do Atén, ale nadále cestoval a intenzivně fotografoval. Dalo by se říci, že se koncentroval na Řecko. Již v roce 1956 byl partnerem několika časopisů a spolupracoval s muzeem řeckého lidového umění. Poslední roky svého života po roce 1986 žil na ostrově Spetses. Zemřel roku 1994 v Aténách.
Po jeho smrti pak jeho manželka Liana Papademos a jeho syn John Papademos věnovali fotografie státu. Archiv zahrnuje čtyři desetiletí a geograficky oblast Středozemního moře s důrazem na Egypt a Řecko. Soubor má asi 65 000 negativů a zahrnuje krajiny a portréty lidí z pouště, Nil, Sinai, Ghana, Kypr a kontinentální Řecko a ostrovy, období války, výjevy z Blízkého východu, Rimini, portréty řeckých a zahraničních umělců a spisovatelů, jako je Minos Argyrakis, John Tsarouchis, Natalia Mela, Lambeti Ellis, Giorgos Seferis, Lawrence Durrell, Jean Cocteau a mnoho dalších.

## Galerie

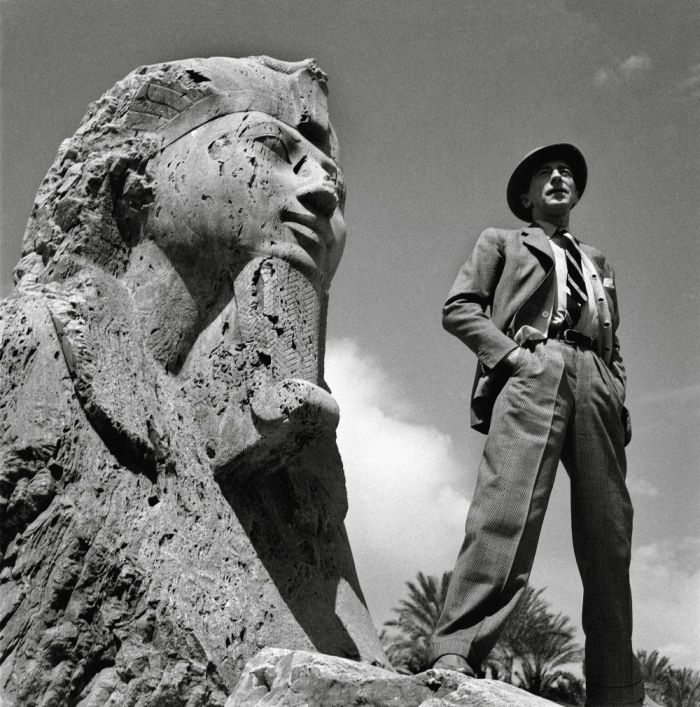
Dimitris Papadimos: Jean Cocteau
Minos Argyrakis
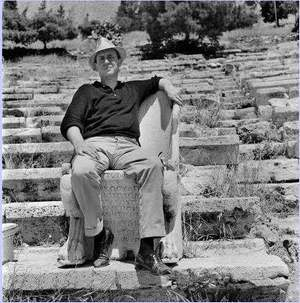
John Tsarouchis
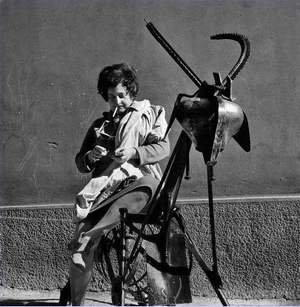
Natalia Mela
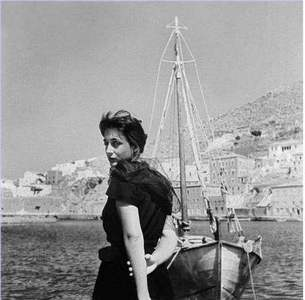
Ellie Lambeti
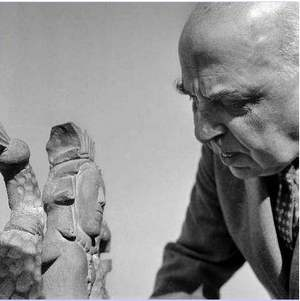
George Seferis
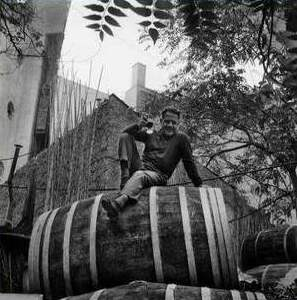
Lawrence Durrell
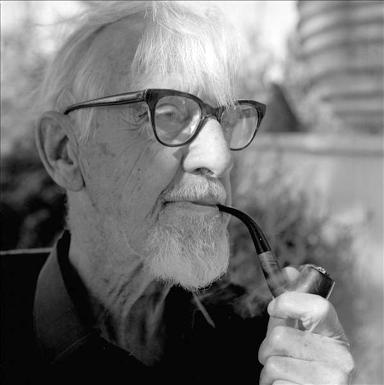
Austen St. Barbe Harrison